# Ауреліо Джорні
Ауре́ліо Джо́рні (італ. Aurelio Giorni; 15 вересня 1895, Перуджа — 23 вересня 1938, Пітсфілд, штат Массачусетс) — американський піаніст і композитор італійського походження.
З 1917 р. концертував як соліст. Нью-Йоркська критика відмічала у ньому «особливий дар відточеного ритму, впевнене фразування та наспіваний тон». Токата Джовані Сгамбаті записана ним в тому ж 1917 р. З 1919 р. і до розпуску колективу в 1934 р. грав також у складі Елшуко-тріо.
У композиторській спадщині Джорні — симфонія (1936), симфонічна поема «Orlando Furioso» (1926), концертна симфонія для фортепіано з оркестром, фортепіанний квінтет (1926), фортепіанний квартет (1927), струнний квартет (1934), фортепіанне тріо (1936), сонати для скрипки і альти (1917), для скрипки і фортепіано (1924), для флейти та фортепіано (1932), для кларнета і фортепіано, двадцять чотири етюди для фортепіано та ін.
Канадский композитор и музикузнавець Еліот Вайсгарбер написав мемуарно-біографічну книгу про Джорни під назвою «Прогулянка під гору: В пошуках долі і характеру, часів і місць забутого генія Ауреліо Джорні» (англ. A Walk From the Mountain: A Search for the Life and Character, the Times and Places of a Lost Genius Aurelio Giorni), яка залишилась неопублікованою і знаходиться в його архіві в Університеті Британської Колумбії.
Загинув у результаті урагану в Новій Англії (1938).